# Serie di Mengoli
La serie di Mengoli, così chiamata in onore di Pietro Mengoli, è la serie definita come 
{\displaystyle \sum _{n=1}^{\infty }{\frac {1}{n(n+1)}}={\frac {1}{2}}+{\frac {1}{6}}+{\frac {1}{12}}+{\frac {1}{20}}...}.
Questa serie risulta convergente a 1. Infatti si ha che la serie: 
{\displaystyle {\frac {1}{n(n+1)}}={\frac {1}{n}}-{\frac {1}{n+1}}}
Abbiamo pertanto che
{\displaystyle {\begin{aligned}\sum _{n=1}^{k}\left({\frac {1}{n}}-{\frac {1}{n+1}}\right)=&\left(1-{\frac {1}{2}}\right)+\left({\frac {1}{2}}-{\frac {1}{3}}\right)+\cdots +\left({\frac {1}{k}}-{\frac {1}{k+1}}\right)=\\&=1+\left(-{\frac {1}{2}}+{\frac {1}{2}}\right)+\left(-{\frac {1}{3}}+{\frac {1}{3}}\right)+\cdots +\left(-{\frac {1}{k}}+{\frac {1}{k}}\right)-{\frac {1}{k+1}}=\\&=1-{\frac {1}{k+1}}\longrightarrow 1{\mbox{, per }}k\to \infty .\end{aligned}}}
Risulta però interessante notare come ogni elemento delle successioni parziali si elimini con il termine successivo:
{\displaystyle {\begin{aligned}\sum _{n=1}^{k}\left({\frac {1}{n}}-{\frac {1}{n+1}}\right)=\left({\frac {1}{1}}{\cancel {-{\frac {1}{2}}}}\right)+\left({\cancel {+{\frac {1}{2}}}}{\cancel {-{\frac {1}{3}}}}\right)+\left({\cancel {+{\frac {1}{3}}}}{\cancel {-{\frac {1}{4}}}}\right)+\cdots +\left({\cancel {+{\frac {1}{k-1}}}}{\cancel {-{\frac {1}{k}}}}\right)+\cdots +\left({\cancel {\frac {1}{k}}}-{\frac {1}{k+1}}\right)=1-{\frac {1}{k+1}}\end{aligned}}}
di cui il limite risulta essere:
{\displaystyle {\begin{aligned}\lim _{k\to \infty }\left(1-{\frac {1}{k+1}}\right)=1\end{aligned}}}
Inoltre non è possibile spezzare la sommatoria nella differenza di due serie:
{\displaystyle \sum _{n=1}^{\infty }{\frac {1}{n}}-\sum _{n=1}^{\infty }{\frac {1}{n+1}}}
poiché queste sono serie armoniche, ciascuna divergente.
La serie di Mengoli costituisce un esempio classico di serie telescopica.